# Medina del Campo
Medina del Campo település Spanyolországban, Valladolid tartományban. Medina del Campo Rueda, Valladolid, La Seca, Ventosa de la Cuesta, Pozaldez, Pozal de Gallinas, Moraleja de las Panaderas, Ramiro, Valladolid, San Vicente del Palacio, Rubí de Bracamonte, Velascálvaro, El Campillo, Valladolid és Villaverde de Medina községekkel határos. Lakosainak száma 20 097 fő (2024).

## Népesség
A település népessége az utóbbi években az alábbiak szerint változott:
| Lakosok száma | 20 029 | 20 505 | 20 832 | 21 540 | 21 594 | 21 274 | 20 679 | 20 510 | 20 183 | 20 097 |
|               | 2001   | 2004   | 2007   | 2009   | 2012   | 2014   | 2017   | 2019   | 2022   | 2024   |